# Escritas ibéricas

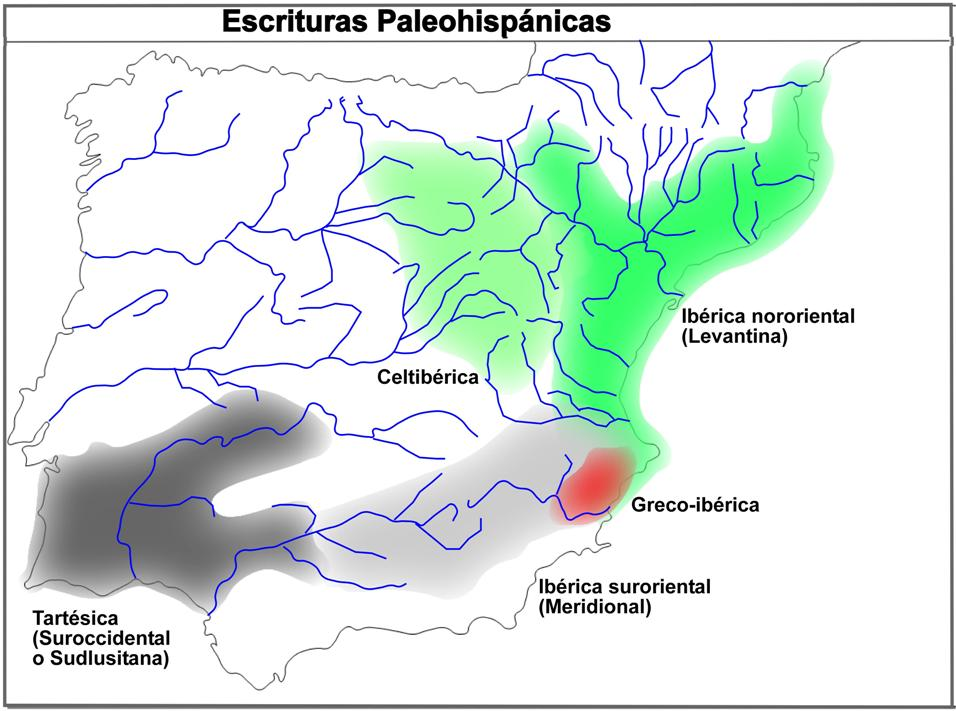
Distribuição geográfica das escritas paleo-hispânicas

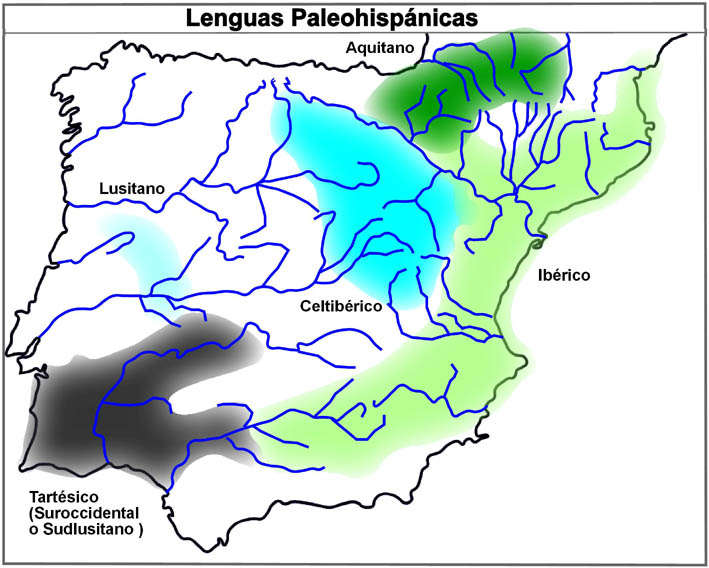
Distribuição geográfica das Línguas paleo-hispânicas

Escritas ibéricas é a designação dada aos sistemas de escrita paleo-hispânicos que foram usados para representar a língua ibera extinta, falada pelos iberos, um povo pré-romano da Península Ibérica. A maior parte delas são muito invulgares tipologicamente pois são mais semissilabários do que alfabetos propriamente ditos. As inscrições em ibérico mais antigas datam do século IV a.C. ou possivelmente do século V a.C. e as mais recentes do final do século I a.C. ou possivelmente do início do século I d.C.

## Variantes

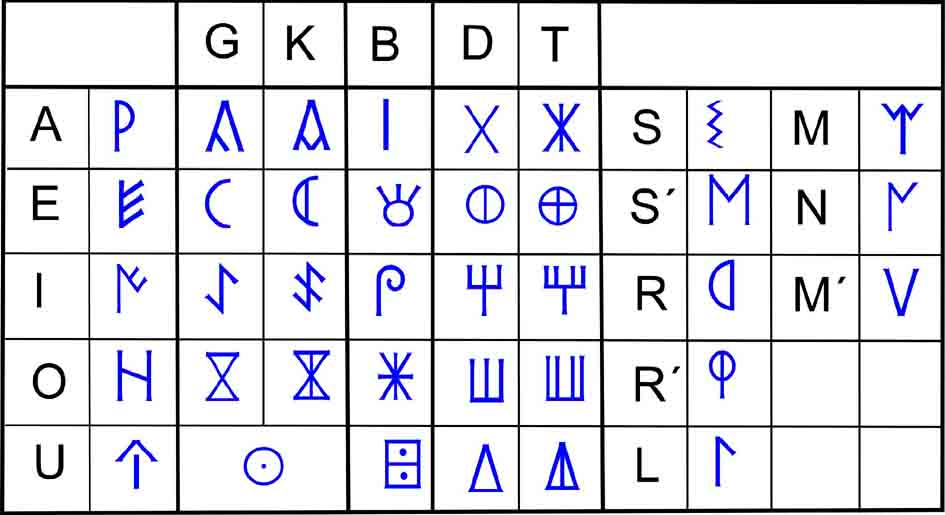
A variante 'dual' proposta da escrita ibérica levantina (baseado em Ferrer i Jané 2005)

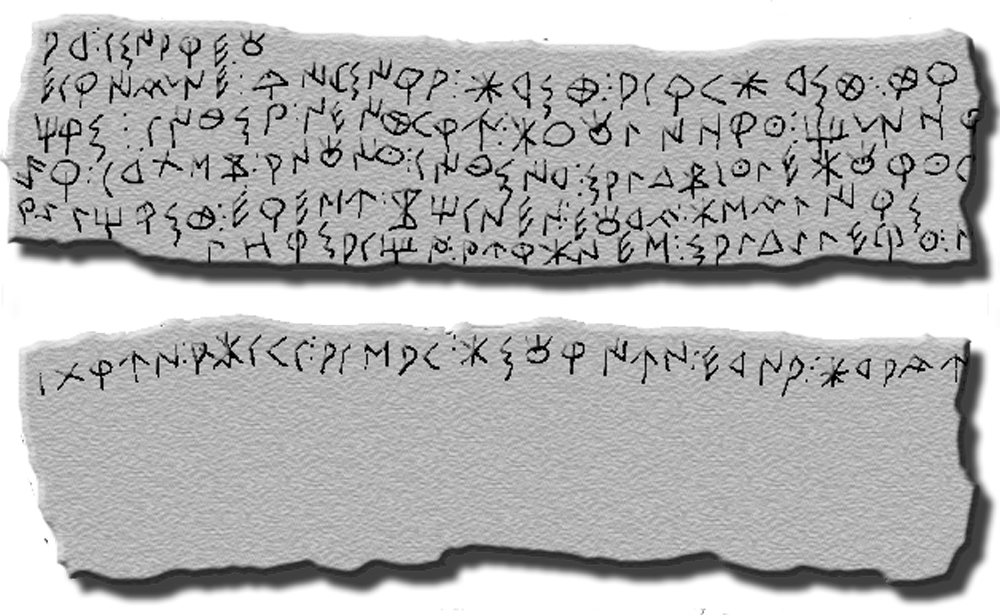
Inscrição em escrita ibérica norte-oriental (levantina) dual numa placa de chumbo encontrada em Ullastret, Girona

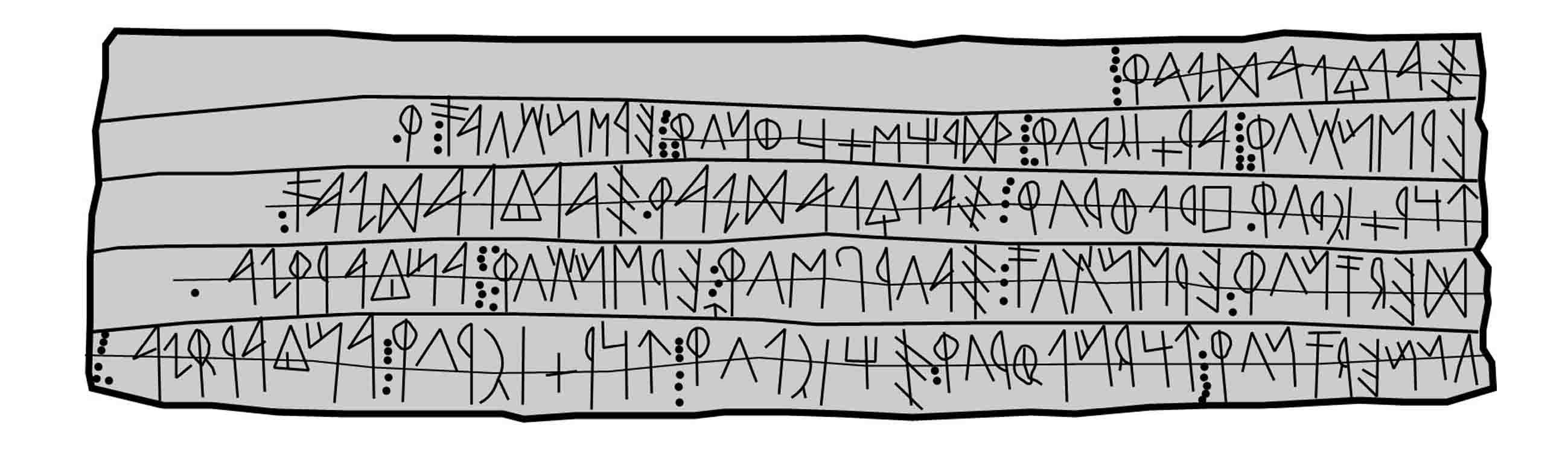
Placa de chumbo com inscrição em escrita ibérica sul-oriental (meridional) encontrada em La Bastida de les Alcuses (Mogente, Valência)

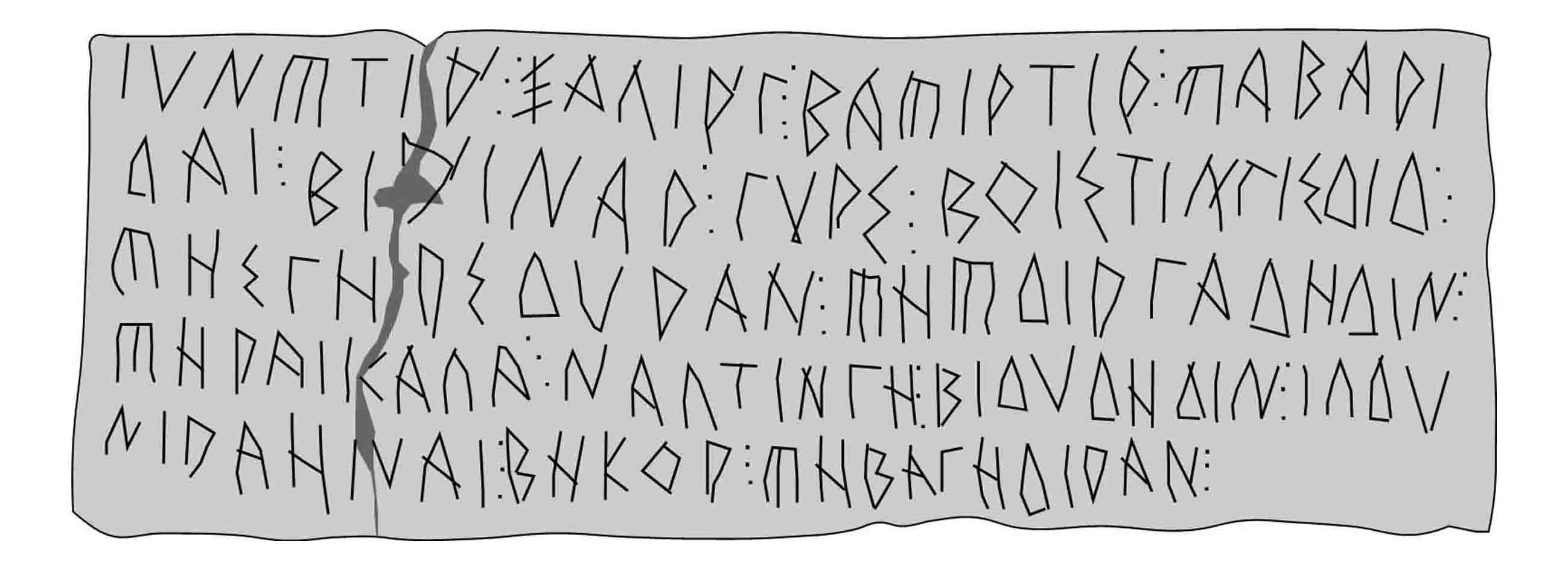
Inscrição em alfabeto greco-ibérico encontrado em La Serreta, Alcoi, Alicante

Há duas variantes variantes principais de escritas ibéricas, que se distinguem tanto graficamente como na distribuição geográfica:
- Escrita ibérica levantina (ou norte-oriental)
  - Variante dual (séculos IV e III a.C.; proposta)
  - Variante não dual  (séculos II e I a.C.)
- Escrita ibérica meridional (ou sul-oriental)

Considerando que as escritas ibéricas são todas as escritas criadas pelos iberos para representarem a sua língua, o alfabeto greco-ibérico, uma adaptação do alfabeto grego, também é uma escrita ibérica. Foi usado principalmente nas regiões de Alicante e Múrcia. Da mesma forma, nem a escrita paleo-hispânica do sudoeste (ou escrita tartessiana), muito similar à escrita ibérica sul-oriental mas usada para o língua tartessiana, nem a escrita celtibérica, uma adaptação direta da escrita ibérica norte-oriental usada para a língua celtibérica, são tecnicamente escritas ibéricas.
A escrita ibérica levantina é frequentemente designada simplesmente como escrita ibérica porque é usada em 95% das inscrições em ibero. Foram encontradas sobretudo no quadrante nordeste da Península Ibérica, principalmente ao longo da costa, desde o Languedoque-Rossilhão (sudoeste de França) até Alicante, mas com uma profunda penetração no vale do Ebro.
As ocorrências de escrita ibérica meridional são escassas e há algumas lacunas nos registos — por exemplo, não foram identificados símbolos para /gu/, /do/ ou /m/. Ao contrário do que acontece com a escrita ibérica levantina, a decifração  da escrita ibérica meridional ainda não foi completada, pois há um grupo significativo de símbolos para os quais não há valores consensuais. As inscrições nesta variante foram encontradas principalmente no quadrante sudeste da Península Ibérica: Andaluzia Oriental, Múrcia, Albacete, Alicante e Valência.
Há variações gráficas substanciais nos glifos ibéricos e nas últimas décadas muitos académicos começaram a acreditar que, pelo menos na escrita ibérica levantina (e mais recentemente também na escrita celtibérica) algumas destas variações têm significado. Aparentemente as letras simples originais eram atribuídas especificamente às consoantes sonoras /b/, /d/ e /g/, enquanto que as consoantes surdas /t/ e /k/ eram derivadas de sílabas /d/ e /g/ com a adição de um traço.

## Tipologia
À exceção do alfabeto greco-ibérico, as escritas ibéricas são tipologicamente invulgares, pois eram parcialmente alfabéticas e parcialmente silábicas: continuantes (sons fricativos como /s/ e soantes como /l/, /m/ e vogais) eram escritos com letras distintas, como no fenício (ou no grego, no caso das vogais), mas as não continuantes (as oclusivas /b/, /d/, /t/, /g/ e /k/) eram escritas com glifos silábicos que representavam consoantes e vogais conjuntamente. Ou seja, no ibérico escrita, ga não tinha semelhanças com ge nem bi com bo. Este sistema de escrita, possivelmente único, é chamado "semi-silabário".
A escrita do sul-oriental era escrita da direita para a esquerda, como o fenício, enquanto que a escrita norte-oriental era escrita no sentido contrário, como no alfabeto grego.

## Origens
A relação entre as escritas ibéricas norte-oriental e sul-oriental não é evidente. Ao que parece, ou os próprios glifos foram mudados ou eles assumiram novos valores. Por exemplo, o /e/ meridional deriva do fenício/grego O (‘ayin), enquanto que o /e/ setentrional se assemelha ao fenício/grego E (he), uma letra que pode ter tido o valor de /be/ no ibérico meridional. Contudo, não há dúvidas que ambas as escritas tiveram uma origem comum e a hipótese mais aceite é que a escrita norte-oriental deriva da escrita sul-oriental. Alguns investigadores concluíram que a sua origem se encontra afinal apenas no alfabeto fenício, enquanto que outros acreditam que o alfabeto grego também teve um papel no aparecimento das escritas ibéricas.